# Đặng Hữu
Đặng Hữu (sinh ngày 2 tháng 1 năm 1930) tại xã Mỹ Tài, huyện Phù Mỹ, tỉnh Bình Định là một giáo sư, viện sĩ Việt Nam. Ông được xem là một trong những người có ảnh hưởng to lớn đến sự phát triển của công nghệ thông tin và khoa học công nghệ tại Việt Nam.

## Quá trình học tập
Năm 1958, ông giảng dạy tại Khoa Xây dựng, Trường đại học Bách khoa Hà Nội.
Năm 1963, ông tu nghiệp tại Liên Xô học luận án tiến sĩ tại Trường đại học Quốc gia Giao thông - Vận tải Moskva.
Những năm 1970, ông làm việc tại Trường Đại học Xây dựng Hà Nội.
Năm 1994, Viện Hàn lâm giao thông Liên Bang Nga bầu ông làm Viện sĩ chính thức. Sau đó hai năm, năm 1996, ông bảo vệ thành công luận án tiến sĩ giao thông vận tải tại trường Đại học Giao thông Đường bộ Moskva (MADI, Liên Xô).

## Quá trình công tác
Từ tháng 4 năm 1975 đến tháng 11 năm 1976, ông làm Hiệu trưởng Trường Đại học Bách khoa, Đại học Quốc gia Thành phố Hồ Chí Minh.
Từ tháng 11 năm 1976 đến năm 1982, ông là Thứ trưởng Bộ Đại học và Trung học chuyên nghiệp
3/1990-10/1992. Chủ nhiệm Ủy ban Khoa Học Kỹ thuật Nhà nước
4/1982-3/1990. Chủ nhiệm Ủy ban Khoa Học Nhà nước
10/1992-11/1996. Bộ trưởng Bộ Khoa Học và Công nghệ Việt Nam
Giai đoạn từ năm 1996 đến năm 2002, ông là Trưởng Ban Khoa giáo Trung ương. Ông được bầu làm Ủy viên Trung ương Đảng các khóa V, VI, VII, VIII (từ 1982 đến 2001) và được bầu làm Đại biểu Quốc hội các khóa VIII, IX, X (từ 1987 đến 2002).

## Cống hiến
Đầu thập niên 90 của thế kỷ 20, ông đề xuất và chỉ đạo xay dựng 4 nghị quyết của Chính phủ về phát triển Công nghệ Thông tin, Công nghệ Sinh học, Công nghệ Vật liệu mới và Công nghệ Tự động hóa. 4 nghị quyết này được coi là cơ sở cho sự phát triển 4 ngành rất quan trọng của Việt Nam sau này.
Giai đoạn từ năm 1997 đến năm 2002, GS. VS. Đặng Hữu là Trưởng ban chỉ đạo chương trình quốc gia về công nghệ thông tin. Ông được trao tặng Giải thưởng ASOCIO 2003 của Tổ chức công nghiệp Tin học châu Á và Thái Bình Dương dành cho người có đóng góp to lớn với sự phát triển công nghệ thông tin.
Đầu thế kỷ 21, GS. VS. Đặng Hữu là người đặt nền móng trong việc xây dựng và đề xuất Bộ Chính trị Trung ương Đảng khóa VIII ban hành Chỉ thị 58/CT-TW vào ngày 17/10/2000 với nội dung đẩy mạnh ứng dụng và phát triển công nghệ thông tin tại Việt Nam.